# Родословная книга
Родословная книга (Родословец) — делопроизводственный документ, в которых содержались поколенные росписи знатных родов.
Являются ценными документами для генеалогических исследований.

## История
Первые рукописные родословные книги появились в 40-х годах XVI века. По распоряжению Ивана IV Грозного создан «Государев родословец» (около 1555). Первоначально все родословцы создавались думными дьяками в Казне, затем — Разрядном приказе. Родословные книги использовались для составления справок в местнических спорах. После отмены местничества (1682) была образована Палата родословных дел, основной целью которой стало создание родословных книг всего дворянства. На базе «Государева родословца» создана (1687) Бархатная книга, один из списков которой издан Н. И. Новиковым под названием «Родословная книга князей и дворян российских и выезжих» (1787).
Впоследствии составлением родословных книг стали заниматься в губерниях (после 1785). В них вносилась информация о губернских дворянах. Сведения из этих родословных книг должны были передаваться в Департамент герольдии.
Кроме официальных родословцев, существовали так называемые частные родословцы. Многие из них создавались по заказу представителей знати и содержат родословные росписи, отсутствующие в официальных родословцах. Существует большое число рукописных списков частных родословцев разной степени сохранности и детализации.
С середины XIX века некоторыми авторами стали создаваться родословные книги различных русских княжеских и дворянских родов. Данные родословные книги не носили характер официальных документов, а являлись научными исследованиями. Наиболее масштабны по своему охвату «Российская родословная книга» П. В. Долгорукова и «Русская родословная книга» А. Б. Лобанова-Ростовского.